# Jampa Tsering
Pour les articles homonymes, voir Jampa.
Jampa Tsering, né au début des années 1960 à Lhassa et mort en 1997, est un danseur  et chanteur tibétain populaire. 

## Biographie
Jampa Tsering est devenu célèbre vers la fin des années 1980 et au début des années 1990, ayant sorti un album très populaire, Gnas mchog gi glu dbyangs (Chansons de la Terre Sacrée), comprenant des chansons telles que « Aro Khampa » (« Hé, Khampa ») ; « Ngai tsewai Lhasa » (« Mon Lhassa Bien-aimé ») ; et  « Cha chig yinna samchung » (« J’espère, Si seulement j'étais un oiseau »).
Jampa Tsering a étudié la musique au Conservatoire de Shanghaï pendant 7 ans, et a appris le piano. Il était membre du Tibet Chant-et-Danse Ensemble, mais a commencé à être connu à Lhassa par ses chants dans des bars karaoké et Nangma. En raison de cela et de ses chants prersonnel, il aurait été par la suite expulsé de la troupe de danse. Il a assimilé une grande partie du style populaire chinois des années 1980 dans ses chansons et les accompagnements orchestraux (de synthétiseur) de ses chansons. Il est claire que sa  production correspondait à la musique moderne plutôt qu’au chants tibétains traditionnels, avec sa voix chantonnante douce contrastant avec les fortes voix éclatantes du chant tibétain traditionnel, cependant les mélodies des chansons qu'il a chantées ont hérité d'un fort  caractère tibétain, avec leur grand choix vocal et longues expressions. 
Plusieurs de ses chansons ont des significations politiques cachés, telles que "Ri de Himalaya" ("montagnes de l'Himalaya"), et elles expriment toutes une forte fierté de l’identité tibétaine, des traditions tibétaines et de la campagne tibétaine. Certaines des chansons de Jampa Tsering ont été interdites à Lhassa vers la fin des années 1980 et au début des années 1990 du fait de leur nature politique. 
Jampa Tsering est mort dans un accident de voiture en 1997. 

## Référence
Jampa Tsering, Unity and discord: Music and politics in contemporary Tibet (2004, Tibet Information Network, TIN),  (ISBN 978-0-9541961-6-5)